# Stowarzyszenie graczy NHL
NHLPA (ang.National Hockey League Players Association) - jest to związek zawodowy, który zajmuje się sprawami graczy National Hockey League. Związek ten został założony w czerwcu 1967 roku. Pierwszym prezydentem był Bob Pulford. Obecnie jest nim Ted Saskin. To właśnie on stoi na czele rady, w której skład wchodzą gracze NHL reprezentujących swoje zespoły. Lockout w NHL był spowodowany przez brak porozumienia między władzami NHL a NHLPA. Siedziba związku znajduje się w Toronto w Kanadzie. 

## Prezydenci NHLPA
- Mike Gartner: 1996–1998
- Trevor Linden: 1998–2006
- Wakat: 2006 - Obecnie

## Dyrektorzy wykonawczy
- Alan Eagleson: 1967–1991
- Wakat: 1991–1992
- Bob Goodenow: 1992–2005
- Ted Saskin: 2005–2009
- Donald Fehr: 2009 - obecnie